# 26664 Jongwon
26664 Jongwon è un asteroide della fascia principale. Scoperto nel 2000, presenta un'orbita caratterizzata da un semiasse maggiore pari a 2,5918330 UA e da un'eccentricità di 0,1192310, inclinata di 3,40407° rispetto all'eclittica.